# Brisanzgranate
Brisanzgranate (gebildet u. a. aus Brisanz und dieses zu frz. brisant für „zerbrechen, zertrümmern“ oder [ursprünglich] auch „zerquetschen“) ist ein Ausdruck des ausgehenden 19. Jahrhunderts für die um 1890 aufkommenden Sprenggranaten, die mit einem hochbrisanten Sprengstoff gefüllt waren. Zum Einsatz kamen beispielsweise Pikrinsäure und Zellulosenitrat (Nitrozellulose, Schießbaumwolle).

## Weitere Einzelheiten
Vor der Einführung der Brisanzgranaten waren Granaten mit Schwarzpulver gefüllt (siehe Bombenkanone). Bevor leistungsfähigere Sprengstoffe zur Füllung von Granaten verwendet werden konnten, musste zuerst das Problem der sicheren Handhabung gelöst werden.
Die Einführung von Brisanzgranaten hatte erhebliche Auswirkungen auf die Kriegführung:
- Klassische Festungsanlagen mit Wällen aus Mauerwerk und Erde konnten den neuen Granaten nicht widerstehen. Dies zeigte sich zum Beispiel im September 1914, als deutsche Artilleriegeschütze die französische Festung Maubeuge mit Brisanzgranaten zusammenschossen.  Teilweise erst in der zweiten Hälfte des 19. Jahrhunderts erbaute Forts (z. B. die französische Barrière de fer) wurden wegen dieser Brisanzgranatenkrise zum Teil mit Stahlbeton verstärkt. Das um 1890 erbaute Fort im Park von Sanssouci war ein Festungsmodell zur Darstellung von Panzerungen gegen Brisanzgranaten.

- In der Seekriegführung konnte mit Brisanzgranaten und den etwa gleichzeitig aufkommenden Schnellfeuergeschützen mittlerer Kaliber auf kurze bis mittlere Gefechtsentfernungen eine große zerstörerische Wirkung an den ungepanzerten Teilen von Kriegsschiffen erzielt werden (Seeschlacht am Yalu). Dies führte in der Seekriegstaktik zu einer vorübergehenden Überbewertung der Mittelartillerie.

Heute bezeichnet man Brisanzgeschosse als Sprenggranaten oder HE-Geschosse (High Explosive).

## Einzelbelege
1. ↑  Brisanz, brisant – Duden, Bibliographisches Institut, 2016